# Linguaglossa
Linguaglossa település Olaszországban, Szicília régióban, Catania megyében. Lakosainak száma 5003 fő (2023. január 1.). Linguaglossa Calatabiano, Piedimonte Etneo, Castiglione di Sicilia és Sant’Alfio községekkel határos.

## Népesség
A település lakossága az elmúlt években az alábbi módon változott:
| Lakosok száma | 5357 | 5337 | 5003 |
|               | 2017 | 2018 | 2023 |